# Teoría altruista del voto
La teoría altruista del voto es un modelo de comportamiento de los votantes que establece que si los ciudadanos en una democracia tienen preferencias "sociales" por el bienestar de los demás, la probabilidad extremadamente baja de que un solo voto determine el resultado de una elección será superada por los grandes beneficios acumulativos que la sociedad recibirá de la política preferida por los votantes que se elija, de modo que es racional para un ciudadano "altruista", que recibe la utilidad de ayudar a otros a votar. El voto altruista ha sido comparado con la compra de un billete de lotería, en el que la probabilidad de ganar es extremadamente baja pero la recompensa es lo suficientemente grande como para que el beneficio esperado supere el costo del mismo.
Desde el fracaso de los modelos estándar de elección racional, que suponen que los votantes tienen preferencias "egoístas", para explicar la participación electoral del votante en las grandes elecciones, los economistas de la elección pública y los científicos sociales han recurrido cada vez más al altruismo como una forma de explicar por qué los individuos racionales elegirían votar a pesar de su aparente falta de beneficio individual, la denominada paradoja del voto. La teoría sugiere que los votantes individuales, de hecho, obtienen un beneficio personal al influir en el resultado de las elecciones a favor del candidato que ellos creen que implementará políticas para el bien de toda la población.

## El cálculo racional de la votación

### La justificación "egoísta" para votar
El modelo estándar de cálculo de votantes fue desarrollado por Riker y Ordeshook en su artículo de 1968 "A Theory of the Calculus of Voting" en The American Political Science Review. La hipótesis de beneficio básico para el cálculo de votar que dieron fue:
R = (BP) − C
Donde B es el beneficio diferencial esperado que un votante recibe personalmente en caso de que su candidato preferido que gane; P es la probabilidad de que el votante produzca B (es decir, haga que el resultado de la elección sea a favor der su candidato preferido); C es el costo individual de votar en la elección; y R es la recompensa esperada de la persona por votar. Si R > 0, entonces el beneficio esperado de votar supera sus costos y es razonable votar. Pero si R ≤ 0, los costos superan a los beneficios y no es de esperar que un individuo estrictamente racional vote.
Debido a que P, la probabilidad de que un voto determine el resultado, es extremadamente pequeña para cualquier elección grande, los beneficios esperados de votar bajo el modelo de elección racional tradicional son siempre aproximadamente iguales a cero. Esto conduce a la denominada paradoja de la votación, en la que los modelos de elección racional del comportamiento de los votantes predicen pequeñas participaciones que simplemente no ocurren. En todas las democracias, la participación electoral supera lo que predicen los modelos básicos de elección racional.

#### Voto expresivo versus instrumental
Debido a que el simple egoísmo no puede explicar por qué un gran número de personas deciden sistemáticamente concurrir a votar, Riker y Ordeshook introdujeron otro término en la ecuación, D, para simbolizar los beneficios personales o sociales conferidos por el acto de votar en sí mismo, en lugar de afectar el resultado de las elecciones.
R = (BP) − C + D
Esto trazó una diferencia entre el voto expresivo, destinado solo a señalar apoyo o demostrar responsabilidad cívica, y el voto instrumental, destinado a cambiar realmente el resultado. Los beneficios aquí no provienen de influir realmente en las elecciones, sino más bien de los beneficios sociales de participar en ellas. Debido a que se asumió que el término BP era cero, se supuso que D era el único factor importante para determinar las elecciones.

### La lógica "altruista" para votar
Debido a la multitud de definiciones diferentes y contradictorias del voto expresivo, recientemente los científicos políticos y teóricos de la elección pública han intentado explicar el comportamiento del voto con referencia a los beneficios instrumentales recibidos al influir en el resultado de las elecciones. Si los votantes asumen que son racionales pero también tienen tendencias altruistas y cierta preferencia por resultados que mejoran el bienestar social de otros, votarán de manera confiable a favor de las políticas que perciben como a favor del bien común, más que de su beneficio individual.
En su artículo "Altruismo y Participación", James H. Fowler explicó cómo la teoría altruista modificó el cálculo del voto:
Los académicos incorporan el altruismo en el cálculo tradicional del modelo de votación asumiendo que un ciudadano también se preocupa por los beneficios que otros obtienen del resultado preferido (Edlin, Gelman y Kaplan 2006; Jankowski 2002, 2004). Bajo este supuesto, B es una función no solo de los beneficios directos para uno mismo BS, sino para las otras N personas afectadas por el resultado de la elección que obtendrían un beneficio promedio BO si ganara la alternativa preferida del ciudadano. También depende de cuánto se preocupe el ciudadano por los beneficios para los demás, lo que se etiqueta como altruismo.
Estos supuestos transforman el cálculo del voto en P(BS + aNBO) > C.
...En la actualidad, existe un importante cuerpo de trabajos sobre economía, sociología, biología, psicología y ciencias políticas que arroja evidencia de que los seres humanos también están motivados por el bienestar de los demás (Fehr y Fischbacher 2003; Monroe 1998; Piliavin y Charng 1990). Específicamente, las personas con frecuencia se involucran en actos de altruismo al optar por asumir los costos para brindar beneficios a los demás.
Esencialmente, los votantes se comportan de manera altruista al absorber el costo de votar para brindar a la sociedad los beneficios de su política preferida, aunque la recompensa esperada de votar bajo este modelo es mayor que cero (y por lo tanto sigue siendo una decisión racional) debido a la actitud altruista de los votantes con preferencias sociales. Edlin, et al., encontraron en su estudio del comportamiento altruista entre votantes,
... [P]ara un individuo con preferencias tanto egoístas como sociales, las preferencias sociales dominarán y harán que sea racional que una persona típica vote incluso en elecciones importantes; (2) para demostrar que el voto racional motivado socialmente tiene un mecanismo de retroalimentación que estabiliza participación en niveles razonables (por ejemplo, 50% del electorado)...
Sus hallazgos sugieren que en una gran elección, las preferencias altruistas triunfarán sobre las tendencias egoístas, fomentando así una participación electoral estable que refleja fielmente la tasa observada en las democracias occidentales.

## Preferencias altruistas del votante
En su libro de 2007 El Mito del Votante Racional: Por qué las Democracias Eligen Malas Políticas, el economista de la Universidad George Mason, Bryan Caplan, argumentó que, en igualdad de condiciones, los votantes, de hecho, no eligen políticas basadas en sus propios intereses. Los ricos no tienen más probabilidades de apoyar políticas que los beneficien personalmente, como tasas marginales más bajas, y los pobres no tienen más probabilidades de oponerse a la reforma del bienestar.
Afirma que lo que él llama la "Hipótesis del Votante de Interés Propio" (HVIP), la teoría de que las preferencias políticas de los individuos son estrictamente egoístas, es empíricamente errónea. En respuesta a los comentarios del candidato republicano estadounidense Mitt Romney sobre que el "47%" de los estadounidenses "siempre" votarán por los demócratas porque dependen del estado de bienestar, escribe Caplan:
Mal, mal, mal. El 47% no votará por Obama "pase lo que pase". Casi la mitad de los votantes que ganan menos que el ingreso medio votan por los republicanos en las elecciones típicas. Una persona no apoya al estado niñera porque quiere que el gobierno se encargue de él; una persona apoya al estado niñera porque quiere que el gobierno nos cuide.
Caplan dice que los votantes demuestran constantemente preferencias que no están claramente relacionadas con el interés propio, y están motivados principalmente por lo que creen que es mejor para el país.

### Irracionalidad racional
Relacionado con el concepto de elección pública de ignorancia racional, Caplan propone el concepto de "irracionalidad racional" como una explicación de por qué el votante promedio tiene puntos de vista que son persistente y sistemáticamente contradictorios con el punto de vista consensuado de economistas expertos. Su tesis es que complacer los sesgos cognitivos innatos (de los cuales identifica cuatro como los principales contribuyentes a las malas posiciones de la política económica) es psicológicamente gratificante, mientras que superar los prejuicios naturales a través de la capacitación, la educación y el escepticismo, es psicológicamente costoso. Por lo tanto, cuando el beneficio personal cediendo a nuestros prejuicios es mayor que el costo personal sufrido por actuar sobre ellos, los individuos tenderán a permitirse racionalmente comportamientos irracionales, como votar por tarifas proteccionistas y otras políticas económicamente dañinas pero socialmente populares.
Estos puntos de vista tienden a no estar relacionados con el votante en particular de una manera racionalmente egoísta, por lo que los votantes realmente no están sujetos a ninguna sanción económica directa por elegir políticas irracionales. El votante altruista se entregará, sin restricciones, al sesgo de hacer el trabajo, el sesgo anti-extranjero, el sesgo pesimista y el sesgo anti-mercado, todo con la esperanza de mejorar a sus semejantes a través de las urnas.

## Críticas y modificaciones
- Un estudio de 2008 de votantes en Suecia durante la década de 1990 encontró evidencia significativa de votaciones egoístas donde los votantes miraban su interés económico directo. Los autores encontraron que los votantes pueden responder y responderán a las promesas directas de beneficios económicos personales, aunque parece que los ciudadanos responden casi en su totalidad a las posibles promesas de los políticos, pero no a la implementación real de esas políticas.[8]
- El profesor de derecho de George Mason, Tun-Jen Chiang, criticó el modelo altruista de Edlin por ser demasiado simplista y, en última instancia, ingenuo sobre las preferencias de los votantes. Chiang presenta un modelo alternativo de comportamiento de voto altruista, centrado en el altruismo selectivo de los votantes hacia grupos raciales, culturales, religiosos, regionales, sexuales, económicos o sociales favorecidos (de los cuales pueden o no ser miembros). Sostiene que, incluso si dos políticas candidatas tuvieran beneficios de bienestar social idénticos en general,

Es racional votar siempre que los candidatos difieran en su efecto sobre el bienestar de subconjuntos de la población, y resulta que uno está particularmente preocupado por un subconjunto afectado. Por ejemplo, si un candidato propusiera tomar la riqueza de la mitad más rica de la población y distribuirla entre la mitad más pobre, y la redistribución no genera efectos generales, un votante bajo el modelo de altruismo amplio no tendría ningún incentivo para votar. Sin embargo, si un votante se preocupa especialmente por el bienestar de los pobres, ese votante tendría un incentivo para votar por el candidato. De manera similar, un votante que se preocupara especialmente por el bienestar de los ricos tendría un incentivo para votar en contra del candidato. El resultado de mi modelo es que ambos votantes estarían racionalmente motivados para votar.